# Andromma cycnotrachelos
Espèce
Andromma cycnotrachelos est une espèce d'araignées aranéomorphes de la famille des Liocranidae.

## Distribution
Cette espèce est endémique du Nord-Kivu au Congo-Kinshasa,. Elle se rencontre vers Rwindi.

## Description
Le mâle holotype mesure 3,30 mm et la femelle paratype 4,05 mm.
Cette araignée est termitophile.

## Systématique et taxinomie
Cette espèce a été décrite par Bosselaers et Jocqué en 2022.

## Publication originale
- Bosselaers & Jocqué, 2022 : « Studies in the Liocranidae (Araneae): revision of Andromma Simon, 1893. » European Journal of Taxonomy, vol. 850, p. 1-78 (texte intégral).